# Vasilikī Thanou-Christofilou
Vasilikī Thanou-Christofilou (IPA: [vasiliˌci ˌθanu xɾistoˈfilu]) (in greco: Βασιλική Θάνου-Χριστοφίλου; Calcide, 3 novembre 1950) è una magistrata e politica greca.
È stata la prima donna ad assumere la carica di Primo ministro in Grecia. Il 27 agosto 2015 ha infatti ricevuto l'incarico di formare un governo ad interim con il compito di guidare il paese fino allo svolgimento delle elezioni anticipate indette dal primo ministro uscente Alexīs Tsipras e fissate per il 20 settembre 2015. La sera del 27 agosto 2015 i membri del governo Thanou-Christofilou hanno prestato giuramento. La cerimonia delle consegne è avvenuta subito dopo.

## Biografia
Nata a Calcide, nella Grecia Centrale, consegue la laurea in legge presso l'Università di Atene, svolgendo poi il master presso la Sorbona di Parigi, specializzandosi in diritto europeo. Nel 1975 è nominata giudice di primo grado e nel 1996 giudice di corte d'appello. Assume la carica di presidente di corte d'appello nel 2005. Tre anni dopo è nominata giudice di Corte suprema di Cassazione (Areopagita in greco). Nel 2014 ne assume la vicepresidenza e il 1 luglio 2015 la presidenza. È sposata e ha tre figli

## Nomina a Primo ministro della Repubblica Ellenica
La sera del 20 agosto Alexīs Tsipras ha rassegnato le dimissioni del suo governo nelle mani del Presidente della Repubblica ellenico, Prokopīs Paulopoulos, immediatamente dopo aver annunciato, in diretta sulla televisione di stato, di voler ricorrere ad elezioni anticipate fissate per il 20 settembre 2015.
Come previsto dalla Costituzione greca il magistrato, nella sua qualità di presidente della Corte suprema di Cassazione doveva subentrare al primo ministro dimissionario Alexīs Tsipras ma eccezioni sollevate da vari leader dell'opposizione sulla legittimità del ricorso alle elezioni anticipate e sulla data per queste fissata, ne hanno ritardato la nomina.
Il presidente della repubblica Prokopīs Paulopoulos si è dichiarato riluttante ad applicare la prassi costituzionale che gli impone di convocare i capi di partito prima di conferire mandato al presidente della corte suprema di formare un governo di transizione, invocando la grave crisi economico-sociale che attraversa il paese. Per gli stessi motivi si è dichiarato contrario a una posticipazione della data fissata per le elezioni, come richiesto dall'opposizione.
Il leader di Nea Dimokratia, Vangelīs Meimarakīs ha reagito insistendo affinché il presidente della repubblica rispetti la costituzione e convochi la riunione dei capi di partiti lasciando intendere al contempo di essere favorevole a un governo di unità nazionale piuttosto che a un governo di magistrati. Su posizioni analoghe si è attestato anche il Pasok.

## Composizione del governo Thanou-Christofilou
- Ministro degli Affari Esteri: Petros Molyviatis (Πέτρος Μολυβιάτης)
- Ministro della Difesa Nazionale: Ioannis Yiankos (Ιωάννης Γιάγκος)
- Ministro delle Finanze: Giorgos Chouliarakis (Γιώργος Χουλιαράκης)
- Ministro dell'Economia: Nikos Christodoulakis (Νίκος Χριστοδουλάκης)
- Ministro degli Interni: Antonis Manitakis (Αντώνης Μανιτάκης)
- Ministro delle Riforme Amministrative: Michalis Spourdalakis (Μιχάλης Σπουρδαλάκης)
- Ministro dell'Istruzione: Angeliki - Eufrosini Kiaou (Αγγελική - Ευφροσύνη Κιάου)
- Ministro della Giustizia: Dimitris Papangelopoulos (Δημήτρης Παπαγγελόπουλος)
- Ministro della Cultura: Marina Lambraki - Plaka (Μαρίνα Λαμπράκη - Πλάκα)
- Ministro del Turismo: Alkistis Protopsalti (Άλκηστις Πρωτοψάλτη)
- Portavoce del Governo: Rodolfos Moronis (Ροδόλφος Μορώνης)